# Alberto Larroque
Alberto Larroque (Bayona, Francia, 1819 - Buenos Aires, julio de 1881) fue un jurista, periodista y profesor francés radicado en Argentina, donde fue rector del Colegio de Concepción del Uruguay, pionero en la educación secundaria en el interior de su país de adopción.

## Biografía
Hijo de un noble, estudió en el seminario de su ciudad natal, en la universidad de Burdeos y en la de París, en la que se recibió de abogado.
Llegó a Buenos Aires en 1841 y, tras dedicarse un corto tiempo al comercio, se doctoró en derecho en la Universidad de Buenos Aires. Desde 1849 fue director del colegio secundario de la ciudad, que en esa época se llamaba "Colegio Republicano Federal", el mismo que había sido el Real Colegio de San Carlos, y que actualmente es el Colegio Nacional de Buenos Aires.
Se dedicó también a la composición de obras de teatro, entre los cuales se contaban obras de proselitismo a favor del Partido Federal. A fines de 1851 obtuvo permiso para establecer un nuevo colegio secundario, el "Colegio del Plata", privado, pero sostenido parcialmente por el Estado.
Al producirse el avance de Urquiza para la batalla de Caseros, huyó de la ciudad para establecerse en Montevideo, en la vecina Uruguay. Allí fundó un nuevo colegio secundario, el diario Le Moniteur, en idioma francés, y una cátedra en la Universidad.
En mayo de 1854, invitado por Urquiza, asumió como director del colegio de Concepción del Uruguay, capital por ese entonces de la provincia de Entre Ríos, considerado esa época el mejor del país. Fue profesor de derecho, de filosofía y de latín en el Colegio.
Abandonó el cargo a fines de 1863, por un conflicto con el gobernador Urquiza, y también porque quería regresar a Buenos Aires, ciudad mucho más cómoda y donde los sueldos eran más altos.
En 1864 se radicó en Buenos Aires y abrió un estudio de abogado y fundó un centro literario en sociedad con Lucio V. Mansilla.
Durante la epidemia de fiebre amarilla en Buenos Aires de 1871 tuvo una destacada actuación en favor de los afectados, y participó en la comisión popular de lucha contra esa enfermedad. Más tarde fue miembro del Consejo Nacional de Educación.
Falleció en Buenos Aires en julio de 1881.
Entre sus descendientes se cuentan los políticos conservadores Emilio J. Hardoy y Alberto María Fonrouge.[cita requerida]
La ciudad de Larroque, en la provincia de Entre Ríos, honra la memoria de este educador, como así también una avenida en Banfield, partido de Lomas de Zamora.